# Wefensleben
Wefensleben ist eine Gemeinde im Landkreis Börde in Sachsen-Anhalt (Deutschland). Sie gehört der Verbandsgemeinde Obere Aller an, die ihren Sitz in der Gemeinde Eilsleben hat.

## Geografie

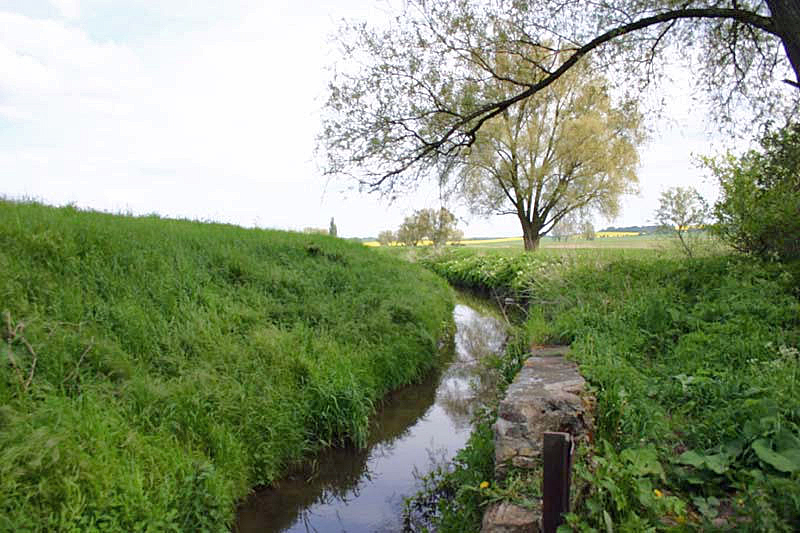
Die Aller in der Nähe von Wefensleben

Wefensleben liegt am Fluss Aller, in der Niederung zwischen den Ausläufern des Lappwaldes und dem Osterberg (166 m). Im Westen grenzt ein 24 ha großes Mischwaldstück mit dem Namen „Trenckmann’s Busch“ bzw. „Zechenholz“ an den Ort.

### Gemeindegliederung
Zu Wefensleben gehört der Ortsteil Belsdorf sowie der Wohnplatz Zechenhaus.

## Geschichte

### Ortsgeschichte
Die erste urkundliche Erwähnung erfolgte im Jahre 1160 im Güterverzeichnis des St. Ludgeri Klosters in Helmstedt.
Bis Mitte des 18. Jh. ist Wefensleben ein reines Bauerndorf. In der Gemarkung vorhandene Bodenschätze beeinflussten die Entwicklung des Ortes.
Mit der Entdeckung eines Steinkohlenflözes im Jahr 1741 begann der Kohlebergbau. Bis 1825 wurde in bis zu 12 Schächten Kohle gefördert. Ab 1809 war das Zechenhaus Sitz der „Ostfälischen Berg- und Hüttenverwaltung“, von 1815–1843 der „Berg- und Hüttenverwaltung des Regierungsbezirkes Magdeburg“.
Zwischen 1750 und 1900 wurde in drei Steinbrüchen Sandstein gefördert, der u. a. als Baumaterial für bedeutende Sakral- und Profanbauten in Mitteldeutschland genutzt wurde.
Anfang des 20. Jh. wurde in Wefensleben Kali- und Salz abgebaut. In dieser Zeit erfolgte der Bau einer Fabrik zur Salzweiterverarbeitung und die Errichtung zweier Siedlungen.
In den 1970er Jahren wurden Plattenbauten errichtet und Wefensleben wurde zur Schlaf- und Wohnstätte für die Bediensteten der Grenzübergangsstelle Marienborn und deren Familien.
Ab 1978 wurde im Süden der Gemeinde vorkommender, hochwertiger Ton zur Ziegelproduktion in einem Ziegelwerk verarbeitet. Nach der Wende wurde das Werk Teil der „Wienerberger Ziegelindustrie“, die den Betrieb zu einem der modernsten Ziegelwerke Deutschlands ausbaute.

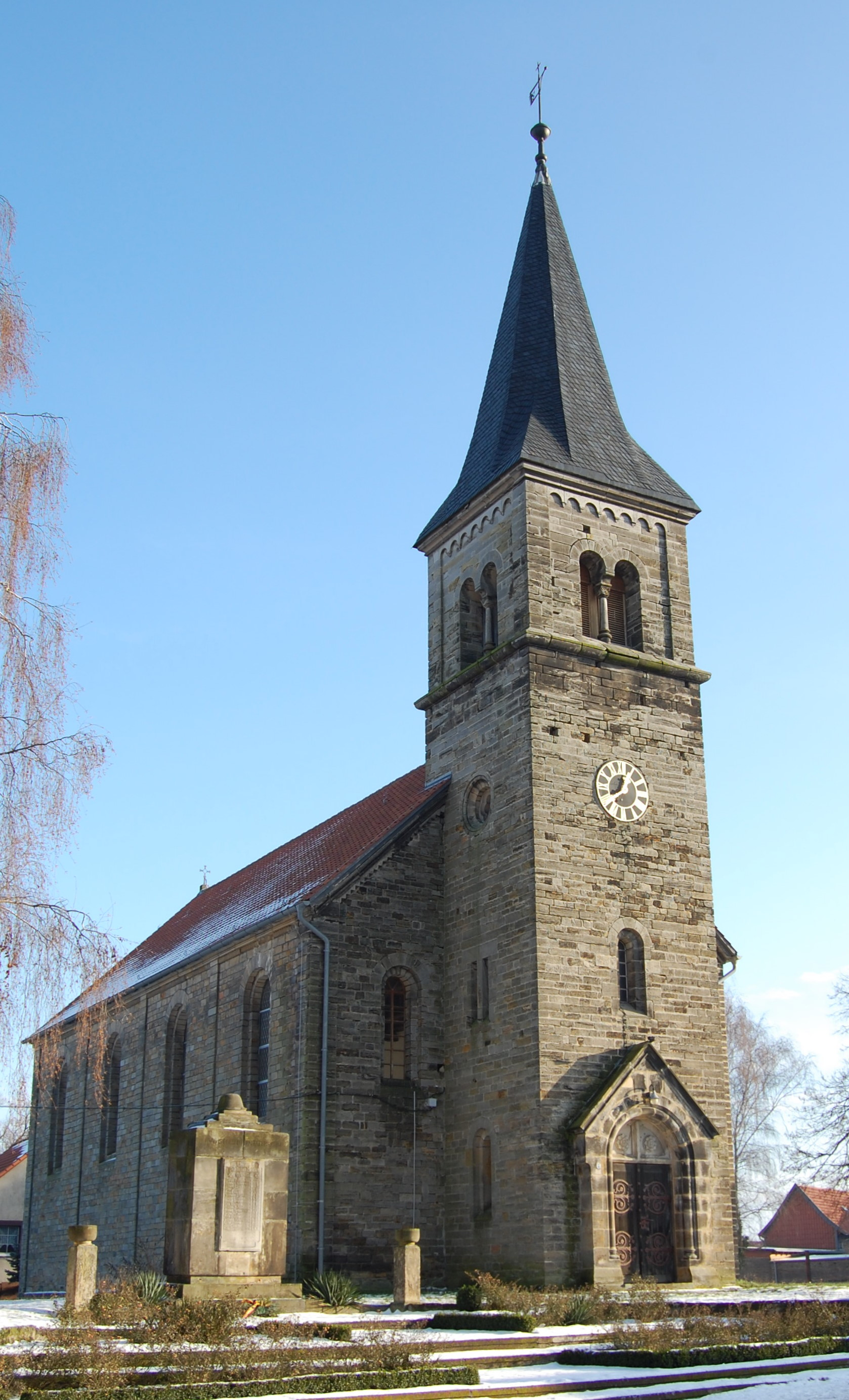
Dorfkirche Belsdorf

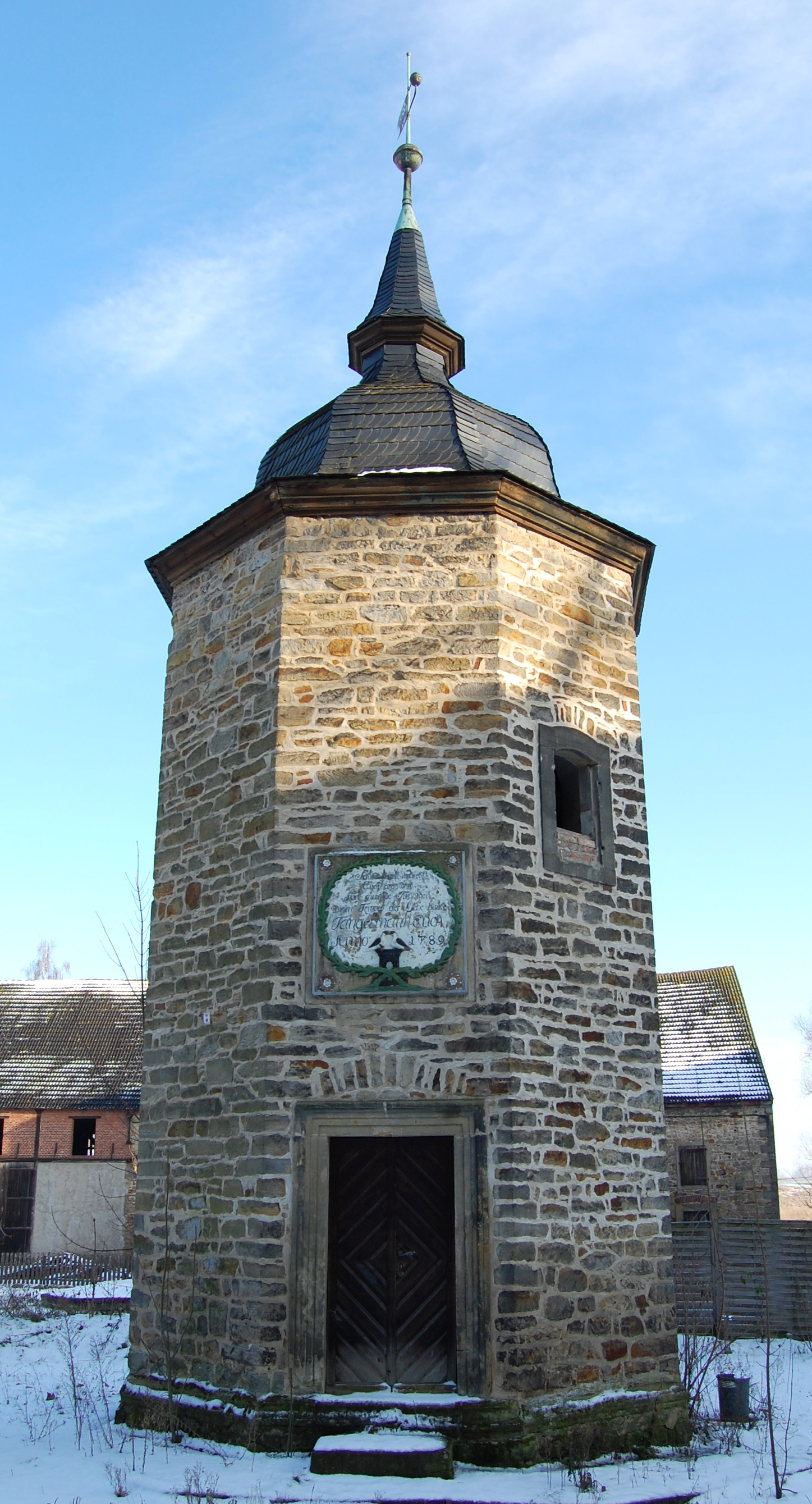
Taubenturm im Hof Tangermann

### Eingemeindungen
Belsdorf wurde am 1. Juli 1950 eingemeindet und ist ca. 1 km von Wefensleben entfernt.
1327 entstand hier der Klosterhof in Nachfolge mittelalterlicher Beziehungen zum Kloster Marienborn. Auf dem als Hof Tangermann bezeichneten ehemaligen Klosterhof steht ein barocker, achteckiger Taubenturm aus dem Jahr 1789.

### Einwohnerentwicklung
Die Einwohnerzahl hat sich nach der Wende drastisch verringert. Neben der allgemeinen Entwicklung in Deutschland ist der Hauptgrund für den Einwohnerschwund der Wegfall der Arbeitsplätze am Grenzübergang Marienborn.
| Jahr              | Einwohner |
| ----------------- | --------- |
| 3. Oktober 1990   | 3189      |
| 31. Dezember 1995 | 2973      |
| 31. Dezember 2000 | 2478      |
| 31. Dezember 2001 | 2454      |
| 31. Dezember 2002 | 2415      |
| 31. Dezember 2003 | 2297      |
| 31. Dezember 2004 | 2229      |
| 31. Dezember 2005 | 2161      |
| 31. Dezember 2006 | 2124      |
| 31. Dezember 2007 | 2136      |
| 31. Dezember 2015 | 1820      |
| 31. Dezember 2021 | 1697      |

(Quellen: Statistisches Landesamt Sachsen-Anhalt)

## Religion
Die evangelische Kirche auf dem Hünenberg ist das älteste erhaltene Bauwerk der Gemeinde. Die ältesten Teile sind aus dem 12./13. Jh. Das Schiff ist ein Neubau von 1735, wobei der Kanzelaltar, die Holztonnendecke und die Empore original erhalten sind.
Auch im Ortsteil Belsdorf existiert mit der Dorfkirche Belsdorf eine evangelische Kirche. Sie ist ein neoromanischer Neubau von 1867 mit schlichter Innenausstattung, an der 1887 ein Turm angefügt wurde und steht auf einem früheren Friedhof.

## Politik

### Wappen
Das Wappen wurde am 13. April 1992 durch das Regierungspräsidium Magdeburg genehmigt.
Blasonierung: „Geviert von Rot und Silber; Feld 2: ein schwarzer Turm mit silbernen Fenster- und Türöffnungen und silbernen Mauerfugen, Feld 3: gekreuzte schwarzer Hammer und Schlägel.“
Der verwendete Turm stellt den unter Denkmalschutz stehenden Taubenturm auf dem Klostergut in Belsdorf dar. Dieses Symbol soll die Zusammengehörigkeit des Ortsteiles Belsdorf mit dem Ort Wefensleben sowie die landwirtschaftliche Prägung der Gemeinde charakterisieren. Das Bergmannsgezähe steht für die geschichtliche Tradition der Gemeinde als Bergbaustandort. In der Umgebung der Gemeinde existieren noch einzelne Gebäude, Stollen und Aufschüttungen die an diese Tradition erinnern.

## Gedenkstätten
- Gedenkstein von 1978 auf dem Schulhof in der Bahnhofstraße zur Erinnerung an den kommunistischen Spanienkämpfer Hans Beimler, der 1936 ums Leben kam.

## Kultur und Sehenswürdigkeiten
Die geschützten Kulturdenkmale der Gemeinde sind im örtlichen Denkmalverzeichnis aufgeführt. Zum Gemeindegebiet gehört auch die an der Gemeindegrenze zu Ummendorf gelegene Quelle Glockenborn.

### Sport
- Mehrzweckhalle (Turnhalle) mit Kegelbahn
- Sportplatz
- TSV Wefensleben 1990 e. V.

## Wirtschaft und Infrastruktur

### Verkehr
Wefensleben liegt an der Bahnstrecke Braunschweig–Magdeburg und besitzt einen direkten Eisenbahnanschluss. Durch die L 40 besteht unmittelbarer Anschluss an die Bundesstraße 245, die Bundesstraße 1 und die Bundesautobahn 2.

### Öffentliche Einrichtungen
- Kindertagesstätte
- Kinderheim

### Bildung
- Schule für Geistigbehinderte

## Persönlichkeiten
- Andreas Friedrich Trenckmann (1809–1883), Lehrer und Schulleiter in Magdeburg, später Farmer und Präsident des ältesten landwirtschaftlichen Vereins in Texas